# ورنویل برتویل
ورنویل برتویل (به فرانسوی: Varneville-Bretteville) یک کامین در فرانسه است که در Canton of Tôtes واقع شده‌است.

## خصوصیات
ورنویل برتویل ۹٫۲۲ کیلومترمربع مساحت و ۳۰۰ نفر جمعیت دارد و ۱۶۳ متر بالاتر از سطح دریا واقع شده‌است.